# سالاكة مألوفة

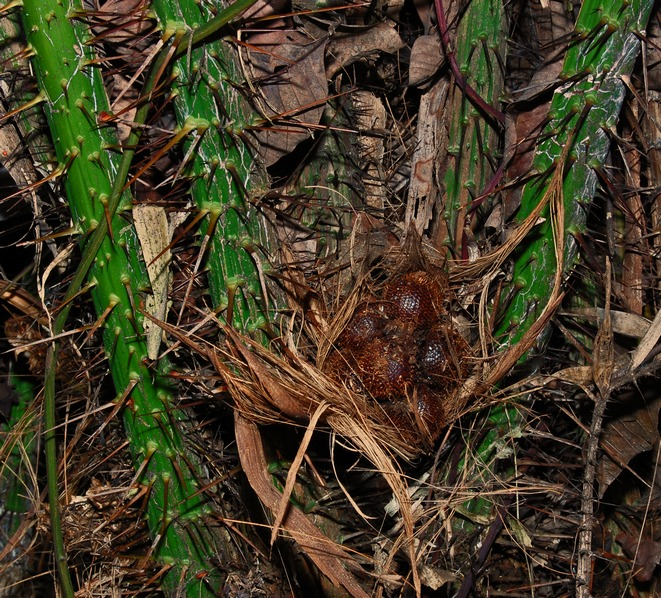

سالاكة مألوفة أو فاكهة الثعبان (الاسم العلمي: Salacca zalacca) (بالإنجليزية: Snake-fruit)‏ هي نوع من النباتات يتبع جنس السالاكة من الفصيلة الفوفلية.

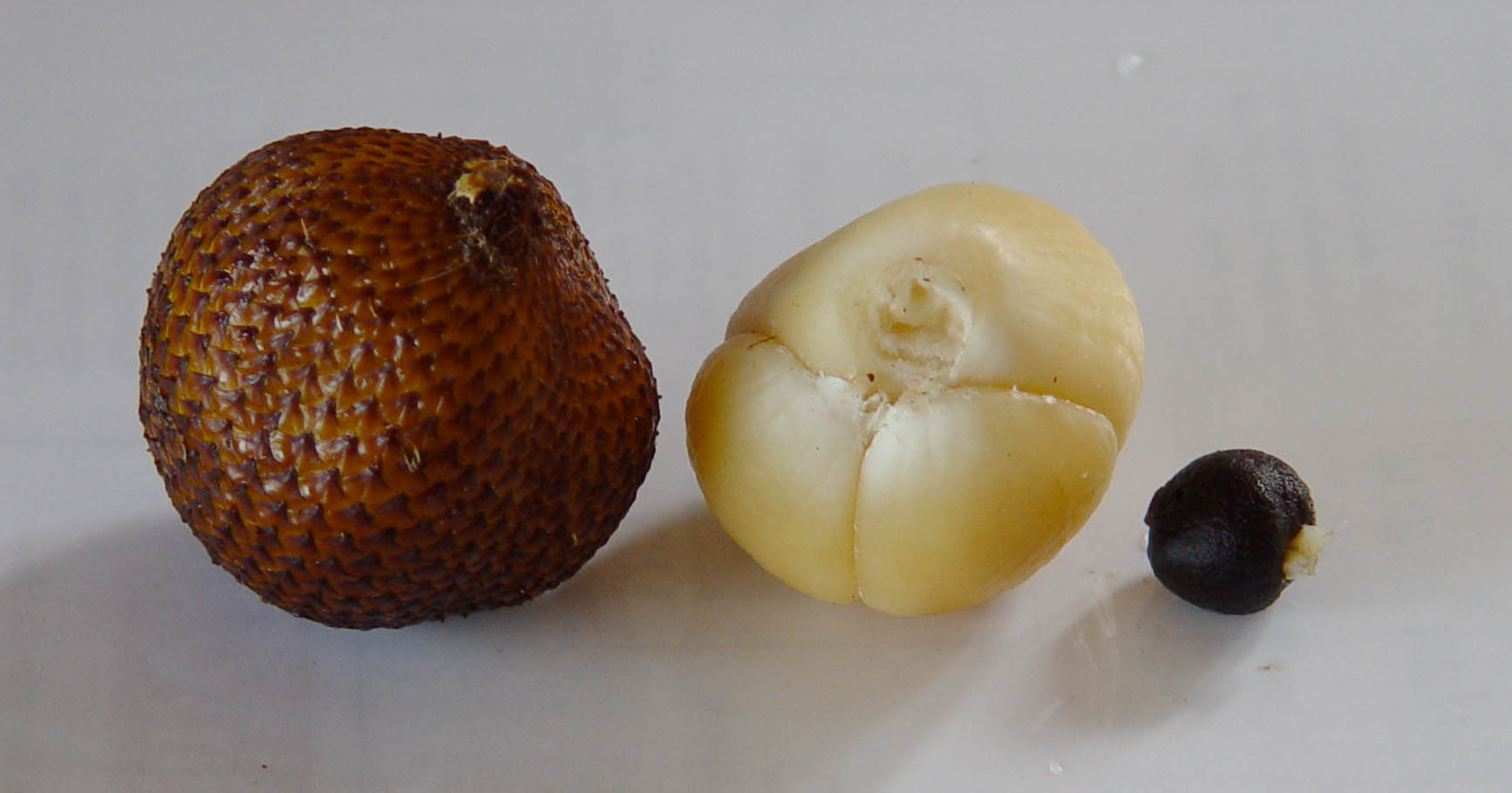
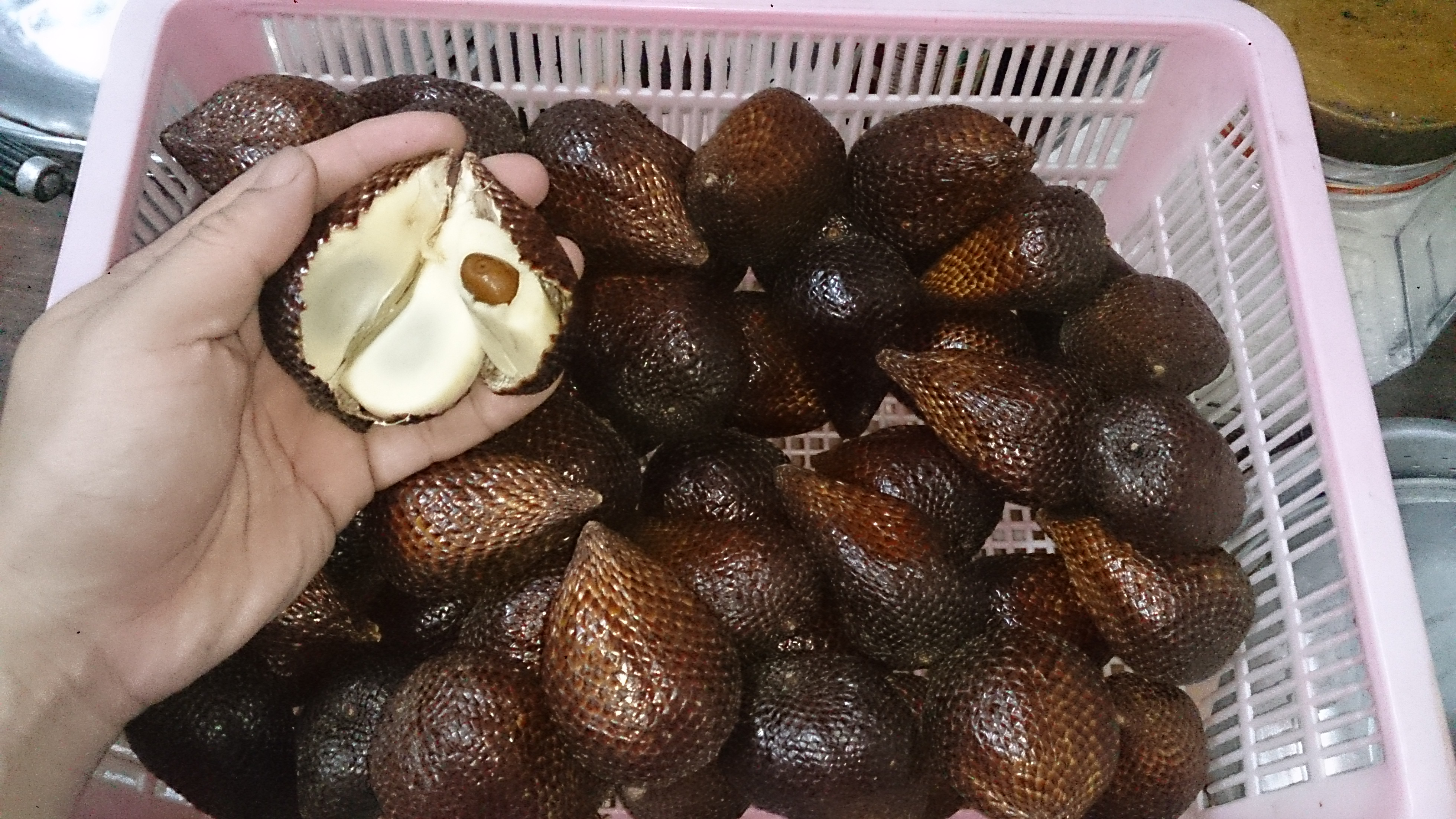

وهي نوع من الأشجار النخلية موطنه الأصلي إندونيسيا. يصل ارتفاعها إلى 6 أمتار وتنتج ثمرة بنية اللون يكسوها جلد لامع يشبه إلى حد كبير جلد الثعبان ومنها اكتسبت اسمها «فاكهة الثعبان». عند تقشيرها تبدو وكأنها فص ثوم كبير جدا رائحتها تشبه رائحة التفاح ولها طعم حمضي لاذع جدا مع حلاوة .